# Konfetti
 For alternative betydninger, se Konfetti (flertydig). (Se også artikler, som begynder med Konfetti)
Konfetti er små stykker af papir, plast eller metal som ofte spredes eller kastes i luften ved festlige lejligheder, især optog og bryllupper, men også under kunstneroptrædener og lignende.
Tidligere var konfetti også små farvede gipskugler.
Ordet stammer fra latin confectum, mens confetti er den italienske pluralform, hvor confetto betyder et lille stykke slik, hvilket vil sige konfekt. Dagens konfetti nedstammer fra symbolske ritualer, hvor man kastede ting såsom korn, ris eller søde sager som f.eks. karameliserede mandler eller nødder, i nogle tilfælde også farvede, ved særlige lejligheder, hvilket er en tradition indenfor mange kulturer i tidens løb. Gennem århundrederne har dette udviklet sig til i stedet at blive papirkonfetti.
Konfetti findes i flere forskellige farver, former og materialer. Det minder om glitter, som dog består af mindre partikler og altid er fremstillet af reflekterende materiale.
- En konfettikanon fyres af til et bryllup.
- Papirkonfetti over Queen Street i Brisbane i 1945 for at fejre slutningen af 2. verdenskrig.